# Exilio de Simón Bolívar y Santiago Mariño

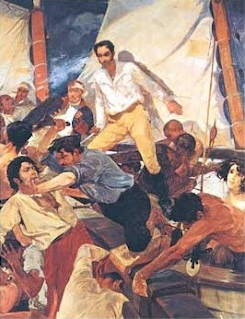
«La Expedición de los Cayos», cuadro de Tito Salas.

El exilio de Simón Bolívar y Santiago Mariño se refiere al periodo —en el marco de la guerra de independencia— comprendido entre la partida de Venezuela de ambos jefes en septiembre de 1814 y su regreso a la isla de Margarita en mayo de 1816.
Las tropas relistas de José Tomás Boves a cargo de Francisco Tomás Morales habían atacado a los republicanos en Aragua de Barcelona el 18 de agosto de 1814. Enterado de que Morales venía del interior hacia Barcelona, Simón Bolívar decidió detenerlo ordenando fortificar el poblado para la ocasión. Murieron mil hombres por cada bando. Incapaces de defender Barcelona, los patriotas huyeron a Cumaná para reunirse con Santiago Mariño, José Félix Ribas y sus tropas. Fue entonces cuando Ribas destituyó del mando militar a sus superiores por traición. Bolívar y Mariño fueron obligados a ir a la isla de Margarita, mientras Ribas y Piar (quién comandaba en dicha isla) asumían la conducción de la guerra.
Ya antes de iniciar la retirada de Cararas en julio de 1814, los patriotas saquearon las reliquias de plata y oro de las iglesias caraqueñas para que no fueran usurpadas por los realistas. El tesoro fue custodiado por Mariño para posteriormente embarcarlo en La Guaira a bordo de la flota del corsario Giovanni Bianchi quién terminó quedándoselo. Esteves, leal al Libertador, lo escolta con el navío "Culebra" hacia Cartagena el 7 de septiembre de 1814; Bolívar y Mariño iban a bordo del "Arrogante". 
E; 19 de septiembre de 1814, Bolívar y Mariño llegaron a Cartagena para obtener ayuda de la Nueva Granada, que se encontraba también en una situación difícil. Con el apoyo del Gobierno neogranadino Bolívar fue reconocido jefe por todos los venezolanos que se encontraban en Nueva Granada. El 19 de septiembre Bolívar se encontró con Camilo Torres Tenorio, presidente del Congreso de las Provincias Unidas de la Nueva Granada. Después de la derrota del general Antonio Nariño en la campaña del Sur en julio anterior, Torres Tenorio encargó a Bolívar de la conducción de la guerra. El 10 de diciembre, Bolívar tomó Santa Fe y obligó al Estado Libre de Cundinamarca a reconocer la autoridad del Congreso de las Provincias Unidas de la Nueva Granada.
Bolívar decidió abandonar su cargo en la Nueva Granada y partir a Jamaica, llegando a la isla el 14 de mayo de 1815. Escribió con fecha del 6 de septiembre de 1815 una Carta de Jamaica, en la cual justificaba la rebelión de los Criollos, llamaba a la lucha para la independencia, y exponía el proyecto de Francisco de Miranda de confederación de Colombia. Sin embargo, la situación de Bolívar en Jamaica llegó a ser bastante tensa. Salió ileso de un intento de asesinato, porque se vio obligado ese día a mudarse de su pensión por falta de dinero. El gobierno británico no quería comprometerse a darle un apoyo abierto, y los españoles intentaban asesinarle; Bolívar decidió trasladarse a un país más seguro donde pudiera organizar una expedición.
En aquella época Haití se había convertido en una república independiente de Francia, que daba asilo y respaldaba a los republicanos del continente americano. Por ello Bolívar consideró que Haití era el lugar adecuado para organizar una expedición militar hacia Venezuela, con la ayuda del presidente de ese país, el general Alexandre Petion. Allí se dio cuenta de que debía reclutar a los llaneros, en ese entonces al mando de José Antonio Páez, para vencer a los ejércitos realistas. El 19 de diciembre de 1815, Bolívar salió de Jamaica para Haití. Llegó al puerto de Los Cayos el 24 del mismo mes. Con la ayuda encubierta del gobierno haitiano y del experimentado almirante Luis Brión, Bolívar organizó una expedición de más de mil hombres conocida como la Expedición de los Cayos. Salió el 23 de marzo de 1816 con rumbo a la isla de Margarita.

## Antecedentes

### Bolívar huye de Caracas
En Caracas, frente al avance de José Tomás Boves, Simón Bolívar había dado la orden de formar barricadas, y establecer puntos estratégicos de defensa en toda la ciudad capital ya que sentía que no podría combatir las fuerzas españolas fuera de Caracas. Las Juntas de Arbitrios y de Guerra, decidió esperar al enemigo dentro de Caracas enviando un mensaje a todos las tropas: «...nadie se va, aquí morimos todos...». 
Mientras Valencia era asediada, Bolívar, tras haber pensado inicialmente resistir hasta la muerte en las defensas de Caracas, cambia de parecer por lo escaso de su tropa, 2000 hombres, muchos de ellos heridos e inválidos por lo que la cifra real debía ser de apenas 1.094 defensores: 697 infantes y 397 jinetes. Decide marchar hacia el oriente del país donde unirá fuerzas con los patriotas orientales. El Libertador temía también que de intentar resistir en Caracas a Boves los esclavos de la ciudad podían terminar rebelándose en su contra. En esos momentos Caracas era un caos, todo mundo preocupándose solamente de salvar su propio pellejo de la furia de los llaneros.
El 6 de julio de 1814 se inicia la retirada. Al día siguiente se les suma una masa de refugiados tras sus pasos. A los escasos 1.200 soldados que Bolívar tenía tras las batallas de ese año se sumaron 20.000 civiles habitantes de Caracas quienes tomaron lo que pudieron y se fueron igualmente a oriente, aterrados por las noticias de las crueldades de los realistas. La mitad eran caraqueños y el resto de los pueblos cercanos.

### Boves conquista Caracas y luego marcha a Oriente
Ya antes de entrar en Caracas, Boves enterado de la huida de los republicanos, comisionó a su segundo, Francisco Tomás Morales, para perseguir a los refugiados y acabarlos con 6.000 llaneros el 13 de julio mientras el mismo Boves se quedaría en Caracas con 2.000 soldados. Otra tropa al mando de Calzada fue enviada a acabar con Rafael Urdaneta que se había movido a El Tocuyo. Dejó una pequeña guarnición en Valencia a cargo de Luis Dato. Durante la marcha, Boves despojó de todos sus cargos a su superior, Juan Manuel Cagigal, en Guacara y lo obligó a marcharse a Puerto Cabello, bajo sitio desde el 24 de junio para luego ir al puerto de La Guaira. Tras esto Boves se nombró a sí mismo gobernador de esta provincia, presidente de la Real Audiencia, capitán general y jefe político de Venezuela, comandante en jefe del Ejército español.

### Batalla de Aragua de Barcelona
A las 5:00 horas del 17 de agosto Morales cruzó el río con su infantería, bien pertrechada y dirigida por oficiales disciplinados. No pudo llegar por el camino principal pero su caballería flanqueaba las defensas por un paso que Bermúdez había dejado desguarnecido. A las 9:00 los patriotas fueron empujados a las calles de Aragua, resistiendo ferozmente cuanto pudieron. A las 12:00 Bolívar escapó para Cumaná por el camino hacia Barcelona con 400 sobrevivientes, y Bermúdez huye a Maturín a las 15:00 con las columnas de José Tadeo Monagas, Pedro Zaraza y Manuel Cedeño que serán las bases de las fuerzas en el resto de la campaña.

## El exilio

### Destitución y expulsión
Pasando por Carúpano, los patriotas evacuaron a los soldados, seguidores y familias a Maturín o a Margarita (24-25 de agosto).
Bianchi fue contratado por Simón Bolívar para evacuar hacia las Antillas a los patriotas que huían de Boves. En una de las travesías Bianchi tomó posesión ilegítima de 24 cajones de plata labrada y otras reliquias que pertenecían a la contribución de las iglesias de Caracas y que habían sido confiadas por Santiago Mariño a la escuadra del mismo. Aunque de igual forma se percataron de los hechos que acaecían con respecto a las aptitudes de Bianchi, Bolívar y Mariño decidieron salir en su búsqueda y al encontrarlo tomaron rumbo fijo hacia Pampatar en la isla de Margarita, lugar en el cual Manuel Piar apoya totalmente al corsario y se enfrenta contra Bolívar. Es así como el Libertador se ve obligado a entregar parte del tesoro a Bianchi. Bianchi traicionó a Bolívar ya que El Libertador había puesto su confianza en el corsario al hacerlo partícipe de sus propósitos. 

### Estadía en Haití

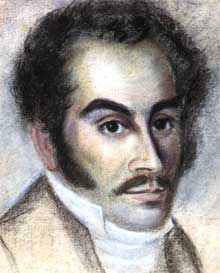
Bolívar durante su estancia en Haití.

### Guerra civil entre centralistas y federalistas

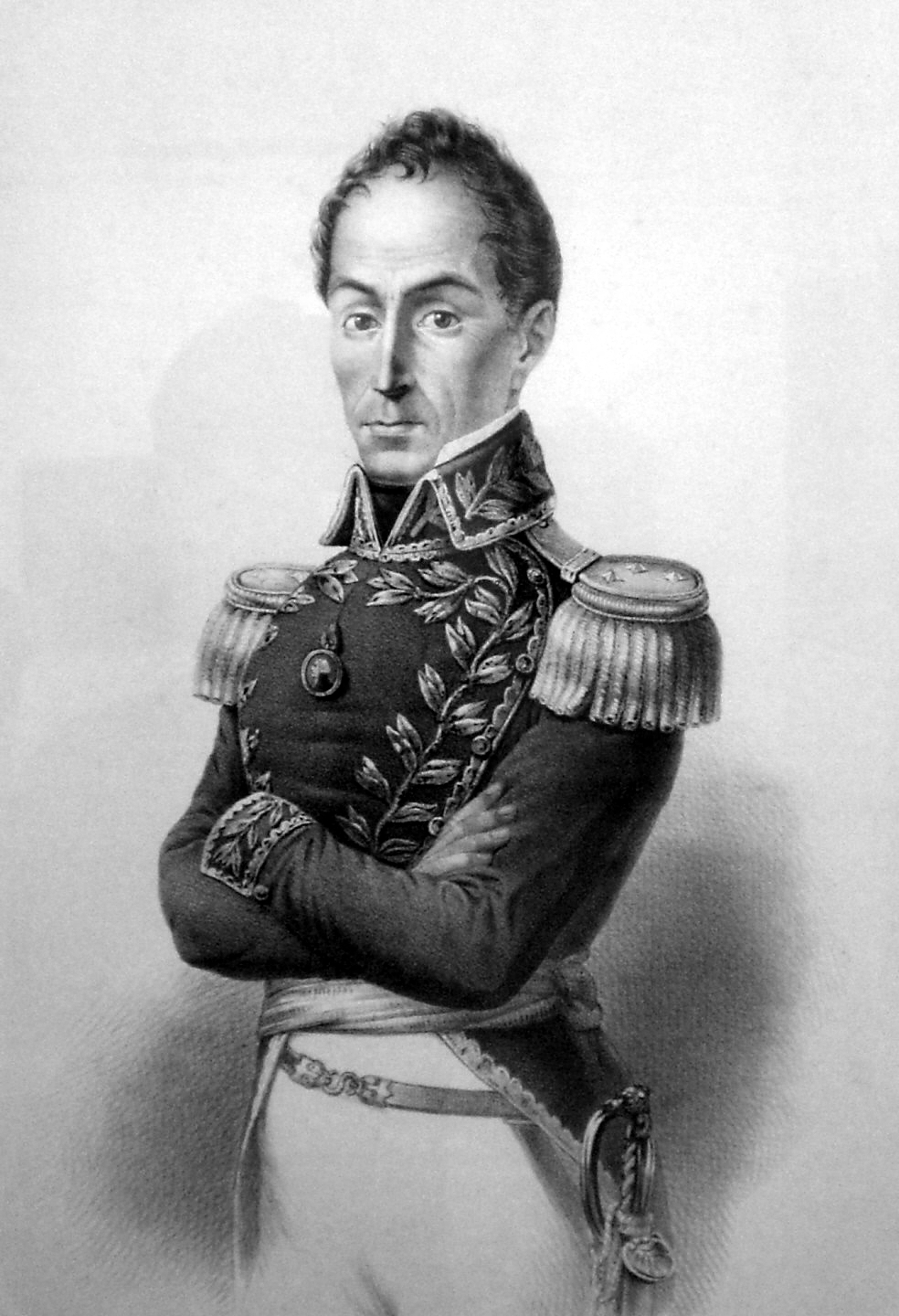
Litografía de Simón Bolívar.

En diciembre de 1814, Bolívar obligó a Cundinamarca a unirse a las Provincias Unidas tras asediar Bogotá con 1800 tropas; durante el acontecimiento el obispo de la ciudad excomulgó a Bolívar y sus oficiales. La urbe era defendida por 1400 soldados al mando del general José Ramón de Leyva que volvían derrotados de la Campaña de Nariño en el Sur. A sus soldados se les dijo que Bolívar tenía planeado destruir su ciudad y acabar con la Iglesia católica.
Unos 2000 ciudadanos fueron armados y se repartieron puñales entre las mujeres. Finalmente los patriotas tomaron la ciudad después de una lucha calle por calle los defensores se rindieron bajo la promesa de perdonarles la vida y sus bienes tras dos días de combates (12 de diciembre). Sin embargo, los patriotas saquearon el rico barrio de Santa Bárbara y destruyeron su Observatorio Astronómico. Muchos hombres fueron masacrados y las mujeres de origen español que ahí habitaban fueron violadas.
En enero de 1815, el gobierno republicano fue trasladado de Tunja a Bogotá, y Bolívar recibió el rango de capitán general, con el encargo de expulsar a los realistas atrincherados en Santa Marta. Sin embargo, el gobierno establecido en Bogotá no logró unificar los esfuerzos de los patriotas debido a que Cartagena de Indias se hallaba en poder del coronel patriota Manuel del Castillo y Rada, quien desde 1813 se había enemistado con Bolívar al desobedecerlo y un año después se había declarado públicamente contra él.
El plan consistía en que Bolívar atacaría Santa Marta con 2000 hombres armados por Castillo para avanzar luego sobre Santa Marta, Riohacha y Maracaibo pero ninguno confiaba en el otro. Si los samarios atacaban, Bolívar esperaría para enviar la división de Rafael Urdaneta contra ellos para luego unirse a la batalla. Ni Castillo ni Bolívar quisieron atacar Santa Marta por temor a que su rival interno aprovechara para lanzar una ofensiva en su contra, a pesar de que ambos sabían que se estaba preparando una expedición española que usaría a Santa Marta como base de operaciones. 
Finalmente, el capitán general decidió primero atacar Cartagena y empezó a preparar la campaña contra esa ciudad, luego avanzaría hacia Santa Marta y finalmente regresaría a Venezuela con todas las fuerzas disponibles. En tanto, los realistas se preparaban para invadir por tierra Nueva Granada. 

### Estadía en Jamaica (mayo-diciembre de 1815)
El 10 de diciembre de 1815, enemigos realistas sobornaron a Pío, un joven al servicio del edecán Rafael Antonio Páez, para asesinar a Bolívar en la posada donde se hospedaba, pero en la noche del plan Bolívar se alojó en una casa diferente. Pío asesino apuñaló y mató a otra persona que dormía en su hamaca. Posteriormente confesó sobre el crimen y fue sentenciado a la horca.

## Regreso a Venezuela
El recorrido de la flota comandada por Bolívar fue el siguiente: luego de salir del puerto de Los Cayos, en la parte occidental de Haití, la misma se detuvo 3 días en la isla Beata al sur de la frontera entre Haití y Santo Domingo, para continuar su itinerario en el que los primeros días de abril de 1816 se encontraban frente a la costa meridional de la hoy República Dominicana; el 19 de abril de 1816 llegaban a la isla de Vieques cerca de las costas de Puerto Rico, hecho que se celebró con salvas de artillería; el 25 de abril arriban a la isla holandesa de Saba, distante 20 m de San Bartolomé, desde donde se dirigen hacia la isla de Margarita, librando el 2 de mayo, antes de llegar a ésta, el combate naval de Los Frailes en el que la escuadrilla del almirante Luis Brión sale victoriosa y captura el bergantín español El Intrépido y la goleta Rita. El 3 de mayo de 1816 tocan suelo venezolano en la isla de Margarita, en la que el 7 del mismo mes una asamblea encabezada por el general Juan Bautista Arismendi ratifica los poderes especiales conferidos a Bolívar en Los Cayos. Luego de esta ratificación, las fuerzas expedicionarias de Bolívar pasan a Carúpano, donde finalmente desembarcan y proclaman la abolición de la esclavitud (2 de junio). Bermúdez por su parte, fletó una goleta y el 9 de junio de 1816 salió de Los Cayos rumbo a la Isla de Margarita a donde llega el día 29 de ese mismo mes. Arismendi le impide desembarcar, permitiéndole solo carenar y la busca de víveres. Bolivar con una parte de los expedicionarios zarpa para seguir a Ocumare de la Costa. Alli se ecuentra con Bermúdez a bordo del Corsario Félix donde le ofrece sus servicios a Bolívar quien le contestó por oficio, y en términos durísimos le recordó su desobediencia. Los expedicionarios cruzan la cordillera de la Costa y llegan hasta Maracay. Tras la derrota en el cerro de El Aguacate (14 de julio) deben retirarse a Ocumare de la Costa acosados por Francisco Tomás Morales dejando parte del parque en la playa y la mitad de sus soldados quienes bajo el mando del general Gregor MacGregor emprenden la retirada por tierra a través de los valles de Aragua hacia oriente. Las desgracias de Ocumare de la Costa y la (Retirada de los Seiscientos) empujaron a Bolívar a Bonaire de donde va a Güiria. 
Tras volver a Haití organiza una nueva expedición con el presidente Alexandre Pétion. Afortunadamente Brión, no pudiendo cumplir una comisión diplomática ordenada por el Libertador a México y los Estados Unidos, incorporó sus barcos, componiendo éstos y los de Agustín Gustave Villaret una respetable flotilla. Para este propósito a una ayuda puramente casual se unió otra debida a su celo, y fue la incorporación de varios oficiales italianos pertenecientes al ejército de Napoleón Bonaparte, y que habían llegado a Haití con el general español Francisco Javier Mina. Es que todos declararon públicamente su resolución de dar media vuelta, y estaban a punto de frenarla cuando Bolívar en persona les habló, determinándolos a seguir hacia tierra firme. Bolívar zarpó del puerto de Jacmel (18 de diciembre) y llegó a Juan Griego el 28 de diciembre de 1816 y a Barcelona el 31 del mismo mes, donde estableció su cuartel general y planeó la campaña sobre Caracas con la concentración de las fuerzas que operaban en Apure, Guayana y Oriente, pero tras una serie de inconvenientes hicieron que abandonara el plan y se trasladara a Guayana, para tomar el mando de las operaciones contra los realistas en la región.

### Estudios de la época
- Caballero, José María (1946). Particularidades de Santafé. Bogotá: Biblioteca Popular de Cultura Colombiana.
- Capella Toledo, Luis (1884). Leyendas históricas I. Bogotá: Imprenta de La Luz.
- De Mosquera, Tomás Cipriano (1954). Memoria sobre la vida del General Simón Bolívar: libertador de Colombia, Perú y Bolivia. Bogotá: Imprenta Nacional. Originalmente publicada en 1870.
- Galindo, Aníbal (1900). Recuerdos históricos de Aníbal Galindo, 1840 a 1895. Bogotá: La Luz.
- Groot, José Manuel (1891). Historia eclesiástica y civil de Nueva Granada, escrita sobre documentos auténticos III. Bogotá: Casa Editorial de M. Rivas.
- Henao, Jesús María; Gerardo Arrubla (1920). Historia de Colombia para la enseñanza secundaria II. Bogotá: Librería Colombiana.
- Marx, Karl (1858). «Bolívar y Ponte». The New American Cyclopedia: a popular dictionary of general knowledge: Beam-Browning (en inglés) III. Nueva York: D. Appleton and Company. pp. 440-446. Digitalización y transcripción por Juan R. Fajardo, febrero de 1999, en web Archivo Marx/Engels.
- Mitre, Bartolomé (1890). Historia de San Martín y de la emancipación sud-americana III. Buenos Aires: Félix Lajouane editor.
- Montenegro Colón, Feliciano (1837a). Geografía general para el uso de la juventud de Venezuela III. Caracas: Imprenta de Damiron y Dupouy.
- Montenegro Colón, Feliciano (1837b). Geografía general para el uso de la juventud de Venezuela IV. Caracas: Imprenta de Damiron y Dupouy.
- O'Leary, Daniel Florencio (1881). Memorias del general O'Leary XIII. Caracas: Imprenta de La Gaceta Oficial. Véase también en Biblioteca Digital AECID.
- Osorio, Alejandro (1913). «Campaña de Nariño en el Sur». Boletín de historia y antigüedades (Bogotá: Imprenta Nacional) VIII (96): 735-747.
- Pérez, Felipe (1883). Geografía general física y política de los Estados Unidos de Colombia y geografía particular de la ciudad de Bogotá I. Bogotá: Imprenta de Echeverría hermanos.
- Restrepo, José Manuel (1858). Historia de la revolución de la República de Colombia en la América Meridional I. Besanzon: J. Jacquin.
- Rivas, José María (1888). Biografía del ilustre prócer general Rafael Urdaneta. Maracaibo: Imprenta Bolívar-Alvarado.
- Vergara y Vergara, José María; José Benito Gaitán (1866). Almanaque de Bogotá i guía de forasteros para 1867. Bogotá: Imprenta de Gaitán.
- Yanes, Francisco Javier (1949). Historia de la provincia de Cumaná: en la transformación política de Venezuela desde el día 27 de abril de 1810 hasta el presente año de 1821. Caracas: Ministerio de Educación Nacional, Dirección de Cultura y Bellas Artes.

### Estudios modernos
- Acosta de Samper, Soledad (2023). Biografía del general Antonio Nariño. Nordestedt: BoD - Books on Demand. ISBN 9791041936403.
- Álvarez, Jaime (1988). Este día en San Juan de Pasto y en Nariño. Pasto: Casa Mariana.
- Arenas, Emilio (2019). «Capítulo 2. La patria boba». El juego del palo negro: Orígenes republicanos, guerras civiles, pérdida de Panamá y violencia política. Nueva York: LAVP. ISBN 9780463327524.
- Cardona Zuluaga, Alba Patricia; Liliana María López Lopera (2018). «Las capitulaciones de diciembre de 1814 en Santafé de Bogotá». Araucaria. Revista Iberoamericana de Filosofía, Política, Humanidades y Relaciones Internacionales XX (40): 813-827. ISSN 1575-6823.
- De Madariaga, Salvador (1951). Bolívar I. Madrid: Espasa-Calpe.
- Delgado, Álvaro (1976). La colonia: temas de historia de Colombia. Bogotá: Centro de Estudios e Investigaciones Sociales (Ceis).
- Encina, Francisco Antonio (1961). Bolívar y la independencia de la América española: Independencia de Nueva Granada y Venezuela (parte 1) III. Santiago: Nascimiento.
- García Rivera, Federico (1944). Independencia de América: Bolívar (1809-1898). Barcelona: Juventud.
- Guerrero Barón, Javier (2017). «Anexo N° 1. Epistolario de Caldas». Caldas después de la derrota. ¿Geógrafo, astrónomo o ingeniero antes que científico?. Tunja: Universidad Pedagógica y Tecnológica de Colombia. pp. 67-146.
- Lecuna, Vicente (1950). Crónica razonada de las guerras de Bolívar: formada sobre documentos, sin utilizar consejas ni versiones impropias. Conclusiones de acuerdo con hechos probados, y la naturaleza de las cosas I. Nueva York: The Colonial Press.
- Lecuna, Vicente (1955). Bolívar y el arte militar. Nueva York: The Colonial Press.
- Liévano Aguirre, Indalecio (2015). Los grandes conflictos sociales y económicos de nuestra historia II. Bogotá: Tercer Mundo Editores. ISBN 9781507851531.
- Lovera De-Sola, Roberto (2016). «Capítulo 105: En el Ejército Real: los grados militares de Bolívar». Simón Bolívar en el tiempo de crecer: Los primeros veinticinco años (1783-1808). Caracas: Editorial Alfa. ISBN 9788416687626.
- Malamud Rikles, Carlos D. (1992). Las Américas. Los países andinos: De la Independencia a la Gran Depresión XXXIV. Madrid: Akal. ISBN 84-7600-905-4.
- Martínez Garnica, Armando (2005). «La reasunción de la soberanía por las provincias neogranadinas durante la Primera República (1810-1815)».  En Germán Cardozo Galué; Arlene Urdaneta Quintero, ed. Colectivos sociales y participación popular en la independencia hispanoamericana. Maracaibo: Universidad de Zulia. pp. 75-106. ISBN 9789802329175.
- Mercado, Jorge (2015).  Luis Villamarín, ed. Campaña de Invasión del Teniente General don Pablo Morillo 1815-1816: El régimen del terror. Bogotá: Ediciones LAVP. ISBN 9781508504900.
- Ortega Ricaurte, Daniel (1960). Álbum del sesquicentenario. Bogotá: Academia Colombiana de Historia.
- Pardo Ruedo, Rafael (2004). La historia de las guerras. Bogotá: B. ISBN 9789589740552.
- Pita Pico, Roger (2017). «El saqueo de los ornamentos y las alhajas sagradas en las Guerras de Independencia de Colombia: entre la represión política y la devoción religiosa». Revista Complutense de Historia de América (43): 179-202. ISSN 1132-8312.
- Reyes Cárdenas, Ana Catalina (2012).  Carlos Alberto Patiño Villa, ed. Estado, guerras internacionales e idearios políticos en Iberoamérica. Bogotá: Universidad Nacional de Colombia. ISBN 9789587611533.
- Rodríguez Plata, Horacio (1963). La antigua provincia del Socorro y la independencia. Bogotá: Publicaciones Editoriales Bogotá.
- Ruiz Churión, Jario (1992). Mexa grameta metacuya: el Meta: recopilación, cronistas e historiadores 1530-1830. Villavicencio: Editorial Juan XXII & Cámara de Comercio de Villavicencio.
- Thibaud, Clément (2003). Repúblicas en armas: los ejércitos bolivarianos en la Guerra de Independencia en Colombia y Venezuela. Lima: Planeta & Instituto Francés de Estudios Andinos. ISBN 9789584206145.
- Uribe White, Enrique (1969). El Libertador: campaña de 1819, episodios en su vida. Bogotá: Taller Gráfico del Banco de la República.
- Valencia Tovar, Álvaro; José Manuel Villalobos Barradas (1993). Historia de las fuerzas militares de Colombia: Ejército I. Bogotá: Planeta. ISBN 9789586143554.
- Velásquez, Ramón J.; Alfonso Rumazo González; J.A. de Armas Chitty; Aníbal Laydera Villalobos; Pedro Grases & Alfredo Toro Hardy (1983). Los Libertadores de Venezuela. Caracas: Meneven.
- Uribe White, Enrique (1969). El Libertador: campaña de 1819. Episodios en su vida. Bogotá: Taller Gráfico del Banco de la República.
- Zúñiga Montúfar, Gerardo (1946). Batallas de la independencia: Chacabuco, Pichincha, Maipo, Junín, Boyacá, Carabobo, Ayacucho. San José: Imprenta Nacional.

- Datos: Q124742142